# とよはしまちなかスロータウン映画祭
とよはしまちなかスロータウン映画祭（英語表記 : Toyohashi Slowtown Cinema Festival）は、愛知県豊橋市で2002年から毎年開催されている映画祭。

## 特徴

### 運営面
2002年の第1回映画祭は豊橋市青年会議所が主催し、2003年の第2回からは市民有志による実行委員会が運営を引き継いだ。市民による実行委員会が主体的に運営を行う映画祭であり、行政からの金銭的補助を受けずに、企業・個人からの協賛金と入場料収入だけで運営されている。予算の7割が広告収入である。「日本で一番入場料の安い映画祭」を標榜しており、単券は500円、通し券は2,000円という安価に設定されている。豊橋市内にある愛知大学の映画研究会、桜丘高校の生徒などもボランティアとして運営に参加している。
なお、2017年には豊川市出身の映画監督・園子温がディレクターとなって、豊橋2つめの映画祭「ええじゃないかとよはし映画祭」が開催された。

### 会場
2016年度（2017年1月）の第15回映画祭から穂の国とよはし芸術劇場PLATで開催されている。
2002年の第1回映画祭は旧スカラ座と旧豊橋西武東宝が会場となった。2003年8月には豊橋西武が閉店したため、2003年の第2回と2004年の第3回は旧スカラ座のみが会場となった。2005年には名豊ビルの豊橋グランドホテルに会場を移し、2008年に豊橋グランドホテルの宴会部門が廃止された後も、2015年の第14回まで名豊ビル8階のコミュニティーホールほかで開催された。

## 歴史

### 豊橋の映画の歴史

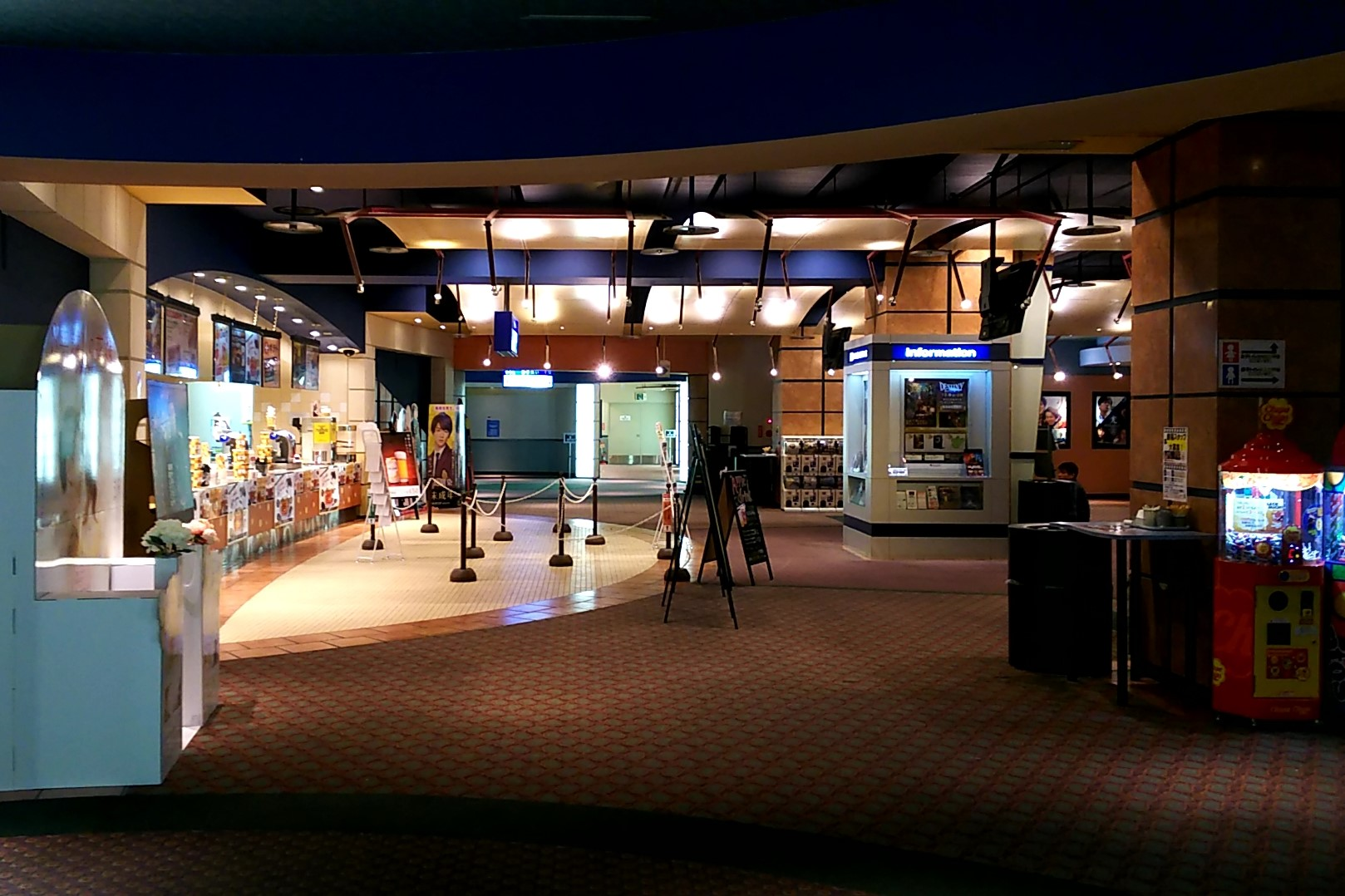
豊橋の映画界に大きな影響を与えたユナイテッド・シネマ豊橋18

1901年には朝日座で豊橋初の活動写真の上映が成功。戦前には豊橋市中心部に8館の映画館が存在した。そのすべてが1945年6月の豊橋空襲で焼失したが、1946年から1947年には相次いで映画館が設立され、1957年の豊橋市には10館の映画館が存在した。1960年にはカラーテレビの放映が開始され、1960年代以降には映画館数が減少。1970年代中頃には、豊橋松竹会館ビル（4スクリーン）、豊橋東映劇場ビル（2スクリーン）、計2施設の計6スクリーンに集約された。
1990年代後半の豊橋市中心部には豊橋松竹映画劇場（ピカデリー）、スカラ座、豊橋東映劇場、豊橋銀座東映劇場（末期は成人映画館）の4館の映画館が存在したが、1999年に日本最大級のシネマコンプレックスであるユナイテッド・シネマ豊橋18が郊外のホリデイ・スクエアに開館すると、2000年には豊橋松竹と豊橋銀座東映が、2001年にはスカラ座と豊橋東映が相次いで閉館し、中心市街地から映画館が消滅した。

### 第1回(2002)

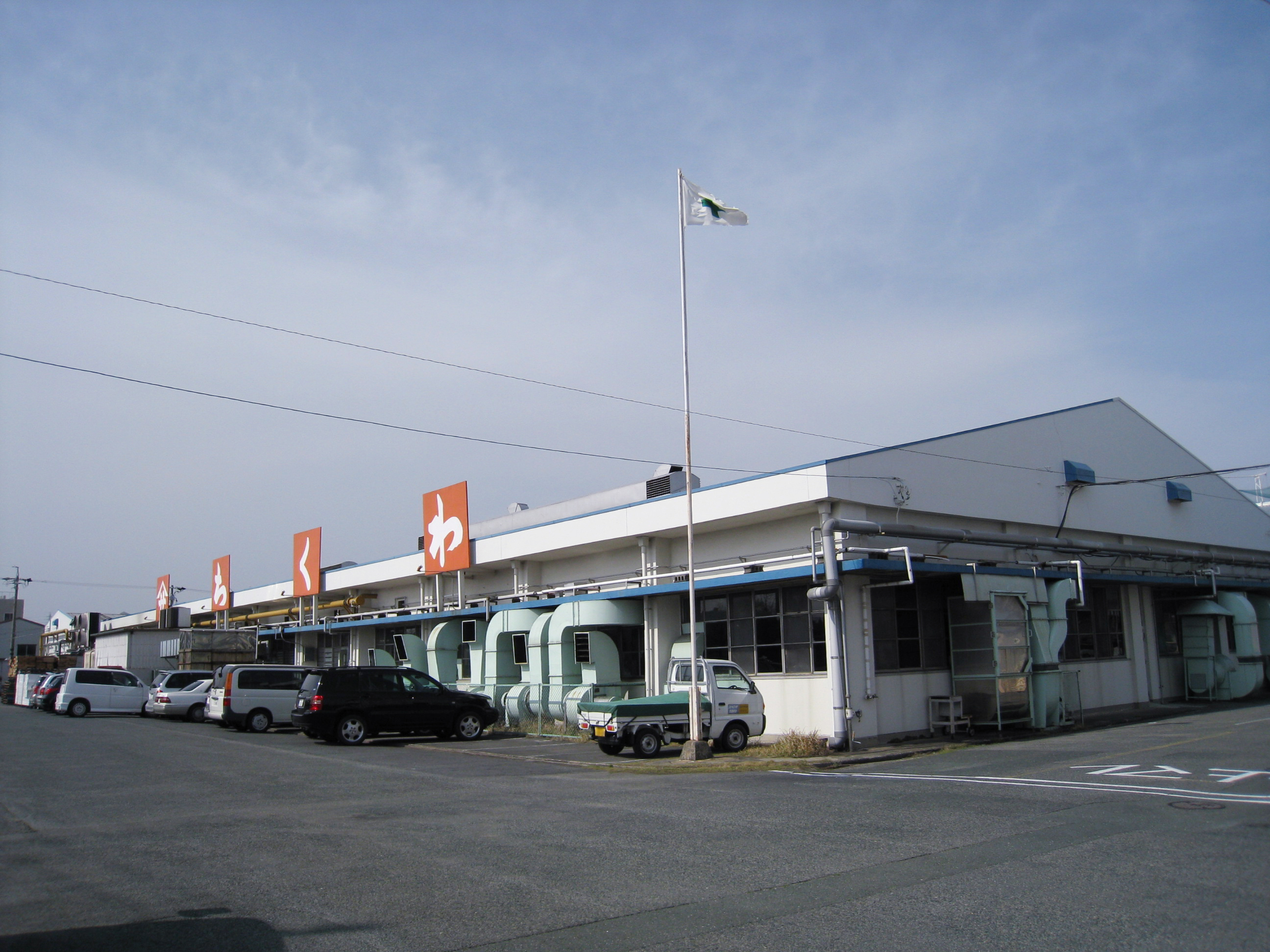
映画祭に協賛したヤマサちくわ

2002年には旧スカラ座と旧豊橋西武東宝を会場として、豊橋青年会議所が中心となって映画祭を企画。豊橋市の「まちなか」に賑わいを取り戻すために、中心市街地活性化の一環としてとよはしまちなかスロータウン映画祭が開催された。11月30日から12月22日までの毎週末に、豊橋初上映の名作や地元ゆかりの作品など、1日2本計10本を上映。
企業1社が1本のフィルム費用を協賛するフィルムスポンサー制度を取り入れ、地元のサーラグループやヤマサちくわなどが協賛した。会場となった両映画館の元映写技師も上映に協力した。旧スカラ座での1本目『トンネル』、旧西武東宝での1本目『風に逆らう流れ者』から立ち見客が発生。『山の郵便配達』は224席に対して333人が入り、立ち見もできないほどとなったため入場制限を行った。
観客の68.0%が女性であり、40代から60代までの中高年が69.2%を占めた。50代が最も多く、30回の上映中13回は立ち見が出るほど盛況だった。『山の郵便配達』は3回上映されて計885人を集め、後々まで動員記録の1位となっている。

### 第2回・第3回(2003-2004)
2003年の第2回映画祭は青年会議所の出資金150万円を基に、市民有志による実行委員会形式で開催。上映作品のうち5作品はインターネット投票で決定したものである。『アラビアのロレンス』は4時間の大作ながら立ち見が出る盛況だった。関連イベントとして、映画好きの落語家・立川志らくの独演会、クレイジーケンバンドのライブが行われ、地元の商店街では関連商品が販売された。
2004年の第3回映画祭前には「スクリーンで見たい映画スター」の投票を行い、オードリー・ヘプバーンが最多得票を得た。ヘプバーンが主演する『ローマの休日』は3回上映されて660人を集め、第3回映画祭の最多動員作品となった。

### 第4回-第14回(2005-2015)

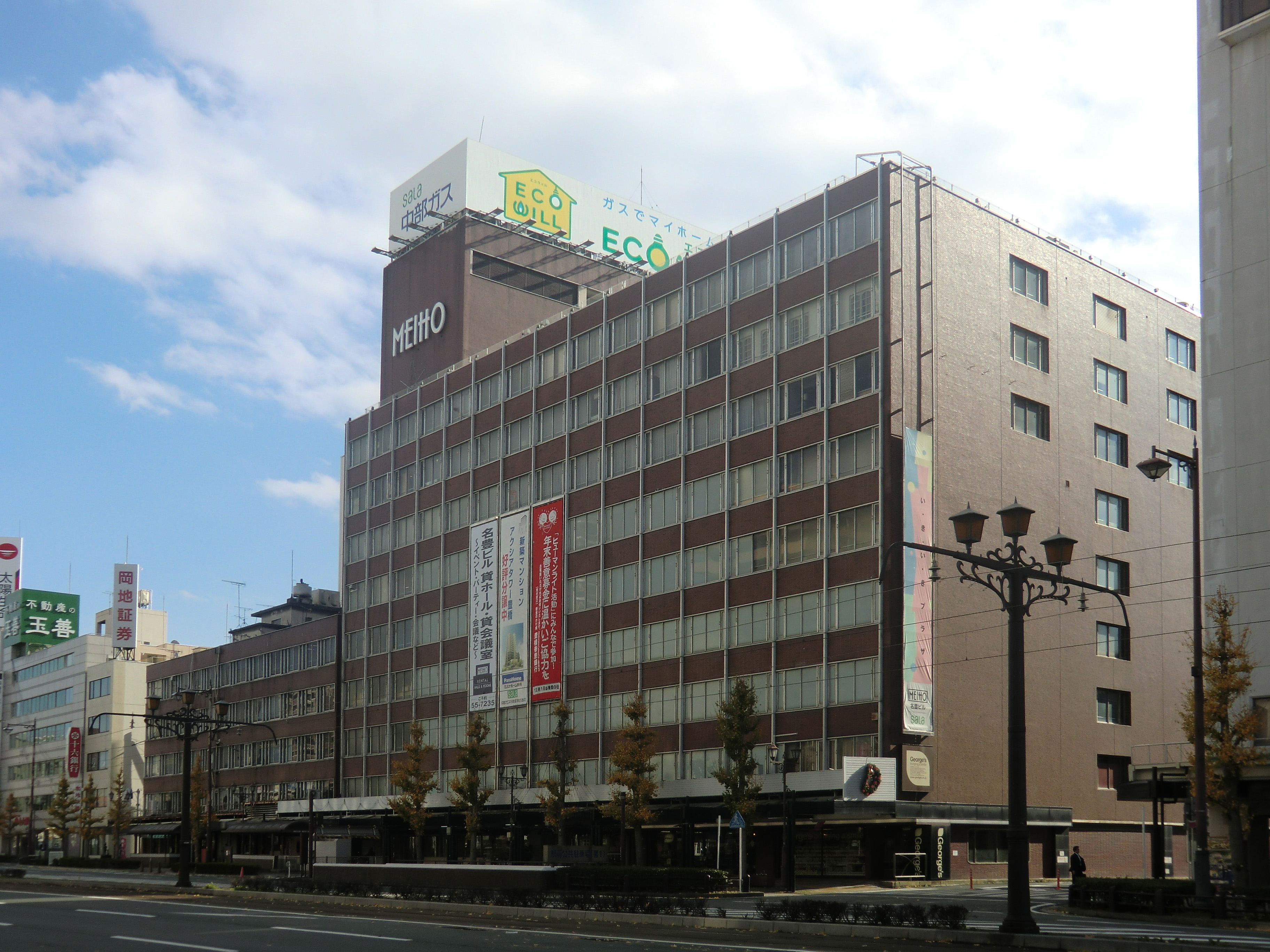
2005年から2015年の会場である名豊ビル

過去3回の映画祭は旧スカラ座を使用していたが、2005年春にはカラオケ店がスカラ座跡地にテナントとして入居した。主催者は2005年の映画祭の開催をいったん断念したが、協賛企業や映画ファンからの後押しを受け、第4回は豊橋グランドホテル8階の「蓬莱の間」で開催した。上映期間や上映本数は過去の映画祭より減ったが、1回当たりの観客数は第1回の196人を上回る204人を記録した。
2006年の第5回映画祭は、豊橋市制100周年記念事業のひとつとして、初めて行政から補助金を得て開催した。『大脱走』は豊橋で35年ぶりの上映となり、上映後には映画評論家の田沼雄一が解説を行った。

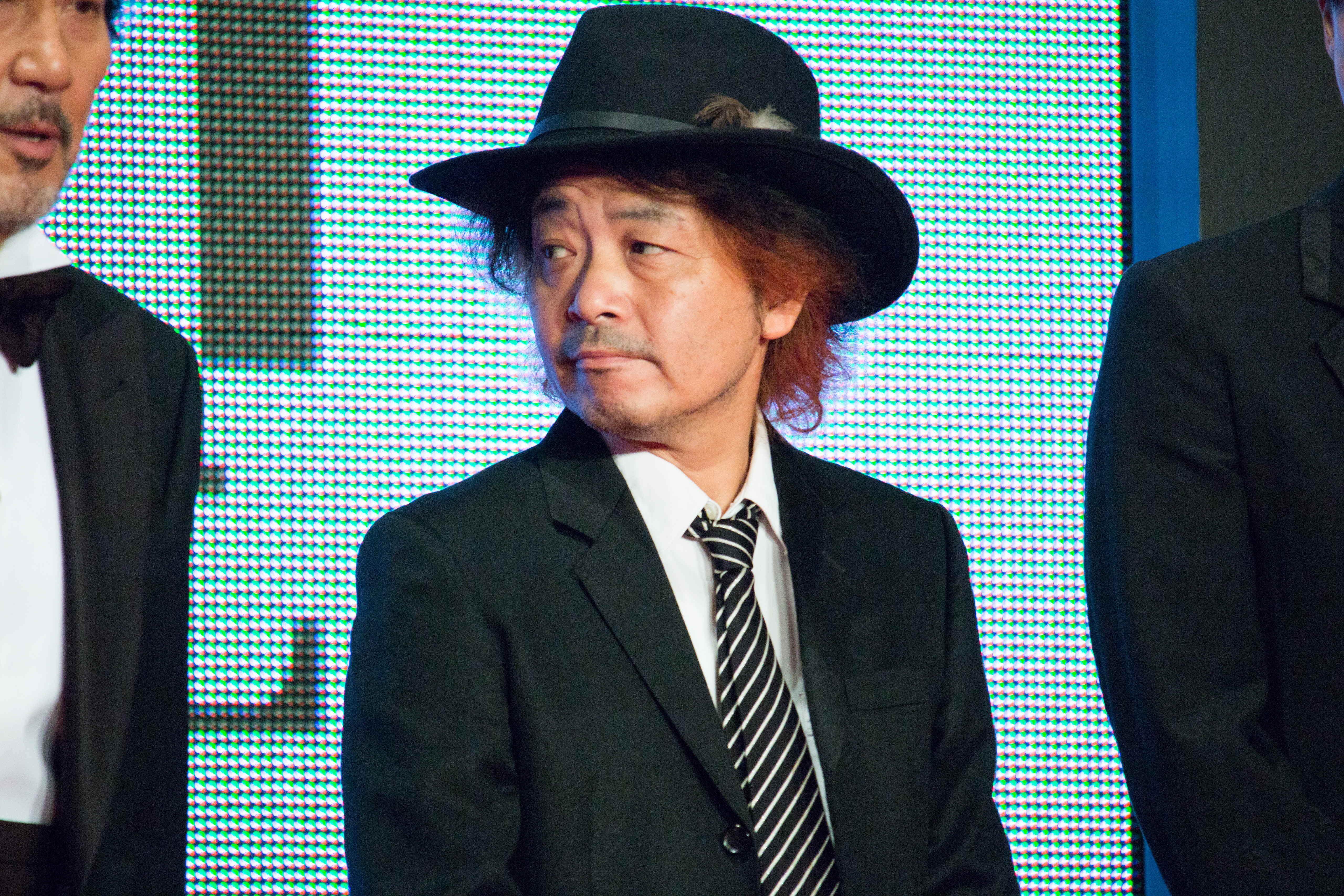
2007年の映画祭に招待された園子温

2007年の第6回映画祭では豊川市出身の園子温をゲストに招いてトークライブを行い、『紀子の食卓』や『気球クラブ、その後』を上映した。
2008年の第7回映画祭では同年7月に開館したばかりのこども未来館「ここにこ」の芝生広場で、ディズニー映画『魔法にかけられて』を特別上映した。
2009年の第8回映画祭では宇津井健が自薦した2作品を上映し、宇津井のトークショーを開催した。2002年には豊橋市の「隣り」にある浜松市でも小会議所が中心となった「はままつ映画祭」を初開催している。2009年には「はままつ映画祭」と連携し、10月31日に両映画祭で『おと・な・り』を上映した。
第7回・第8回では女性活動弁士の佐々木亜希子を招待しているが、2010年の第9回映画祭でも佐々木を呼んで活弁上映を行った。『落語娘』の上映後には柳家喬太郎の独演会を行った。
節目となる2011年の第10回映画祭では過去に上映した4作品をリバイバル上映した。豊橋市出身の平田満のトークライブ、佐々木亜希子の活弁を交えたチャールズ・チャップリンとバスター・キートンの作品の上映、立川志の輔を招いた企画などを行った。
2012年の第11回映画祭では名豊ビルや飲食店で計19作品を上映し、『バック・トゥ・ザ・フューチャー』上映後には男女がまちなかで合コンを楽しむ街コンが開催された。ライブハウスでクイーンや忌野清志郎のライブ映像を爆音で上映するイベントも開催された。
2013年の第12回映画祭では計17作品が上映され、豊川市でもロケが行われた『黒部の太陽』を本映画祭で初めて上映した。
2014年の第13回映画祭では計19作品が上映されたが、うち音楽映画3作品は初めての夜間上映となった。

## 歴代映画祭の概要
| とよはしまちなかスロータウン映画祭 | とよはしまちなかスロータウン映画祭 | とよはしまちなかスロータウン映画祭 | とよはしまちなかスロータウン映画祭 | とよはしまちなかスロータウン映画祭 | とよはしまちなかスロータウン映画祭 |
| 回                                 | 期間                               | 会場                               | 上映本数                           | 総入場者数                         | 上映作品 |
| ---------------------------------- | ---------------------------------- | ---------------------------------- | ---------------------------------- | ---------------------------------- | --- |
| 第1回                              | 2002年11月-12月 （土の5日間）      | 旧スカラ座、旧豊橋西武東宝         | 10本計30回                         | 5,893名                            | 『トンネル』、『山の郵便配達』、『カサブランカ』、『ポネット』、『ニューシネマパラダイス』、『風に逆らう流れ者』、『いちばん美しい夏』、『赤穂浪士』、『Love Letter』、『蒲田行進曲』 |
| 第2回                              | 2003年11月 （土日の10日間）        | 旧スカラ座                         | 10本計30回                         | 5,013名                            | 『かんざし小判』、『七人の侍』、『ニッポン無責任時代』、『なごり雪』、『マーサの幸せレシピ』、『過去のない男』、『アラビアのロレンス』、『初恋のきた道』、『ひまわり』、『お熱いのがお好き』 |
| 第3回                              | 2004年10月-11月 （土日の10日間）   | 旧スカラ座                         | 10本計30回                         | 5,788名                            | |
| 第4回                              | 2005年10月-11月 （土日祭の8日間）  | 豊橋グランドホテル                 | 10本計21回                         | 4,287名                            | |
| 第5回                              | 2006年10月-11月 （土日祭の8日間）  | 豊橋グランドホテル                 | 12本計22回                         | 4,194名                            | |
| 第6回                              | 2007年10月-11月 （土日祭の8日間）  | 豊橋グランドホテル                 | 12本計20回                         | 2,651名                            | |
| 第7回                              | 2008年11月 （土日の8日間）         | 豊橋グランドホテル                 | 14本計23回                         | 3,352名                            | |
| 第8回                              | 2009年10月-11月 （土日の7日間）    | 名豊ビルほか                       | 14本計20回                         | 2,735名                            | |
| 第9回                              | 2010年10月-11月 （土日の8日間）    | 名豊ビルほか                       | 16本計22回                         | 3,178名                            | |
| 第10回                             | 2011年10月-11月 （土日の8日間）    | 名豊ビルほか                       | 17本計25回                         | 4,002名                            | |
| 第11回                             | 2012年10月-11月 （土日の7日間）    | 名豊ビルほか                       | 19本計24回                         | 3,924名                            | |
| 第12回                             | 2013年11月 （土日の8日間）         | 名豊ビルほか                       | 17本計25回                         | 4,553名                            | 『レ・ミゼラブル』、『マーガレット・サッチャー 鉄の女の涙』、『グレンミラー物語』、『バンド・ワゴン』、『命をつなぐバイオリン』、『黒部の太陽』、『二郎は鮨の夢を見る』、『カルテット! 人生のオペラハウス』、『最強のふたり』、『舟を編む』、『シェーン』、『ビルマの竪琴』、『遺体 明日への十日間』、『愛、アムール』、『卒業』、『東京家族』                |
| 第13回                             | 2014年11月 （土日の8日間）         | 名豊ビルほか                       | 16本計24回                         | 4,245名                            | 『そして父になる』、『八甲田山』、『終戦のエンペラー』、『アンコール!!』、『ペコロスの母に会いに行く』、『青い山脈』、『終着駅』、『アラビアのロレンス』、『あなたを抱きしめる日まで』、『大統領の料理人』、『秋刀魚の味』、『約束 名張毒ぶどう酒事件 死刑囚の生涯』、『ハンナ・アーレント』、『永遠の0』、『鑑定士と顔のない依頼人』、『それでも夜は明ける』 |
| 第14回                             | 2015年10月-11月 （土日の8日間）    | 名豊ビルほか                       | 16本計24回                         | 4,402名                            | 『シェフ 三ツ星フードトラック始めました』、『あん』、『秋日和』、『陽だまりハウスでマラソンを』、『国際市場で遭いましょう』、『蜩ノ記』、『タイピスト!』、『哀愁』、『めぐり遭わせのお弁当』、『おみおくりの作法』、『KANO 1931海の向こうの甲子園』、『砂の器』、『妻への家路』、『スティング』、『深夜食堂』、『もういちど』                                 |
| 第15回                             | 2017年1月-2月 （土日の8日間）      | 穂の国とよはし芸術劇場PLAT         |                                    |                                    | |

## スピンアウト企画
2009年より、まちなか活性化を目的として、映画祭開催に合わせて映画祭に賛同する個人や団体による番外編企画が行われている。
2010年より、杉作J太郎・吉田豪・掟ポルシェ（2011年 - ）・コンバットREC（2013年 - ）による「Jさん豪さん掟さんRECさん ボーイズトーク」を開催。7時間に渡るトークイベントを繰り広げる。
この他、「豊橋まんが家まつり」（2012年 - ）、久保ミツロウと能町みね子による「俺たちデトックス女子会 出張編in豊橋」（2014年 - ）、「しまおまほの「いつトークするの?今でしょ」（2014年 - ）をはじめとするトークイベントが行われる。
映画祭本編の開催時期変更により、2016年は「デトックス女子会」は9月、「ボーイズトーク」は11月に行われた。